# Moxostoma congestum
Moxostoma congestum är en fiskart som först beskrevs av Baird och Girard, 1854.  Moxostoma congestum ingår i släktet Moxostoma och familjen Catostomidae. IUCN kategoriserar arten globalt som otillräckligt studerad. Inga underarter finns listade i Catalogue of Life.